# Mendocino Farms
A Mendocino Farms, coloquialmente abreviada para Mendo, e anteriormente Mendocino Farms Sandwich Market, é uma cadeia de restaurantes de fast casual sediada no oeste dos Estados Unidos que vende principalmente sanduíches e saladas. A empresa usa ingredientes cultivados na terra e não modificados, obtendo-os localmente. A empresa de capital privado TPG Inc. detém uma participação majoritária na empresa.
Os próprios restaurantes são projetados principalmente por John Kim, que usa materiais ecológicos para criar uma estética campestre.

## História
O primeiro restaurante foi aberto em 2005, pelo casal Mario Del Pero e Ellen Chen-Del Pero. Del Pero cresceu no Condado de Mendocino, onde seu pai era proprietário de uma empresa centenária de carnes. Depois de se formar na USC, ele decidiu iniciar seu próprio conceito gastronômico. Depois de entrevistar pessoas do setor, Del Pero começou a trabalhar no Sharkeez, em Newport Beach, Califórnia, que foi fundado pelo pai de seu melhor amigo. Em 1998, ele abriu o Skew's, um restaurante de teriyaki. Depois de expandir o restaurante para três locais, Del Pero e sua esposa venderam o restaurante em 2001 e usaram os ativos para criar a Mendocino Farms. A primeira localização foi em uma área impopular de 84 m2 abaixo do Museu de Arte Contemporânea de Los Angeles. A Starbucks, a proprietária anterior do imóvel, havia abandonado o local.
Em 2010, a empresa fez um acordo com a firma L Catterton para ajudar na expansão. A Whole Foods Market também fez um pequeno investimento no restaurante, e o primeiro Mendocino Farms dentro de uma Whole Foods Market foi inaugurado em 2016, embora Chen-Del Pero tenha declarado que eles estavam escolhendo estrategicamente os locais. A TPG Inc. comprou uma participação majoritária na cadeia da Catterton em 2017. O antigo CEO da Yard House, Harald Herrmann, foi nomeado CEO após a troca.